# Way Out West
Way Out West es un grupo inglés dedicado principalmente a los géneros house progresivo, trance y trance progresivo, formado por los productores y DJs Jody Wisternoff y Nick Warren. Se hizo famoso en la década de 1990, merced al éxito The Gift.

## Historia
Originalmente llamado Echo, el nombre Way Out West fue tomado del título de su primer álbum, cuyo lanzamiento ocurrió en 1997. Este álbum contuvo los sencillos Blue (una reinterpretación del tema de la película Withnail and I), Domination, Ajare, y el éxito del escalafón musical UK top 15 hit, The Gift.
El lanzamiento de su segundo álbum, Intensify, en 2001, estuvo marcado por marcó el cambio de compañía discográfica, de Deconstruction Records a Distinct'ive Records; la transformación del sonido característico de la banda; así como de la aparición del sencillo Mindcircus en la posición 39 del UK Singles Chart.
El dúo lanzó su tercer álbum en 2004, titulado Don't Look Now, contando con Omi en el área vocal de diversas canciones. Algunas de las canciones de esta compilación, han aparecido en diversos programas de televisión, como la canción Don't Forget Me, que fue presentada en la segunda temporada de Grey's Anatomy; Melt en la serie The O. C.; además, un bucle de la canción The Gift aparece en el inicio del show de MTV, True Life. La versión instrumental de la canción Just Like A Man apareció en el episodio 8 de la tercera temporada de CSI: Miami.
En 2008, Way Out West aportó el sencillo Evelina al álbum Songs for Survival, a favor de la Survival International.
El cuarto álbum del dúo, We Love Machine, fue lanzado el 5 de octubre de 2009. La canción Only Love, con Jonathan Mendelsohn en la voz,  fue el primer sencillo del álbum, lanzado el 31 de agosto de 2009, seguido de Future Perfect, dado a conocer el 7 de diciembre del mismo año. El álbum se lanzó bajo los sellos de Hope Recordings y Armada Music.
Durante abril de 2010, Deconstruction Records lanzó de nueva cuenta The Gift, junto con remixes de Logistics, Gui Boratto, Tek-One y, Michael Woods.

## Discografía

### Álbumes
- 1997: Way Out West

- 2001: Intensify

- 2004: Don't Look Now

- 2009: We Love Machine

- 2010: We Love Machine - The Remixes

### Sencillos
- 1994: Ajare
- 1994: Montana
- 1994: Shoot
- 1996: Domination
- 1996: The Gift
- 1997: Blue
- 2000: The Fall
- 2000: UB Devoid
- 2001: Intensify
- 2002: Mindcircus
- 2002: Stealth
- 2003: Muthaf**ka
- 2004: Anything But You
- 2005: Killa
- 2005: Don't Forget Me
- 2007: Wonka
- 2008: Spaceman
- 2009: Only Love
- 2009: Future Perfect
- 2010: The Gift (2010)